# Arnoldovská lípa
Arnoldovská lípa je památný strom lípa velkolistá (Tilia platyphyllos). Roste v zaniklé osadě Arnoldov v okrese Karlovy Vary v Karlovarském kraji, vpravo od staré silnice z Horního Žďáru k zaniklému Arnoldovu. Nachází se na mokré louce v bývalé zahradě u zbořeniště zaniklého stavení při pravém břehu Vrbového potoka.
Hustá koruna stromu sahá do výšky 22 m, obvod dutého, zploštělého a mechem porostlého kmene měří 594 cm (měření 2014). Kmen se ve výšce 2,5 m dělil do dvou hlavních kosterních větví, z nichž se jedna kdysi vylomila a znovu obrostla výmladky. Strom byl ošetřen a koruna zajištěna pružnou vazbou. Stáří stromu bylo v době jeho vyhlášení odhadováno na 300 let.
Lípa je chráněna od roku 2013 jako esteticky zajímavý strom, významný stářím a vzrůstem a jako historicky důležitý strom.

## Galerie

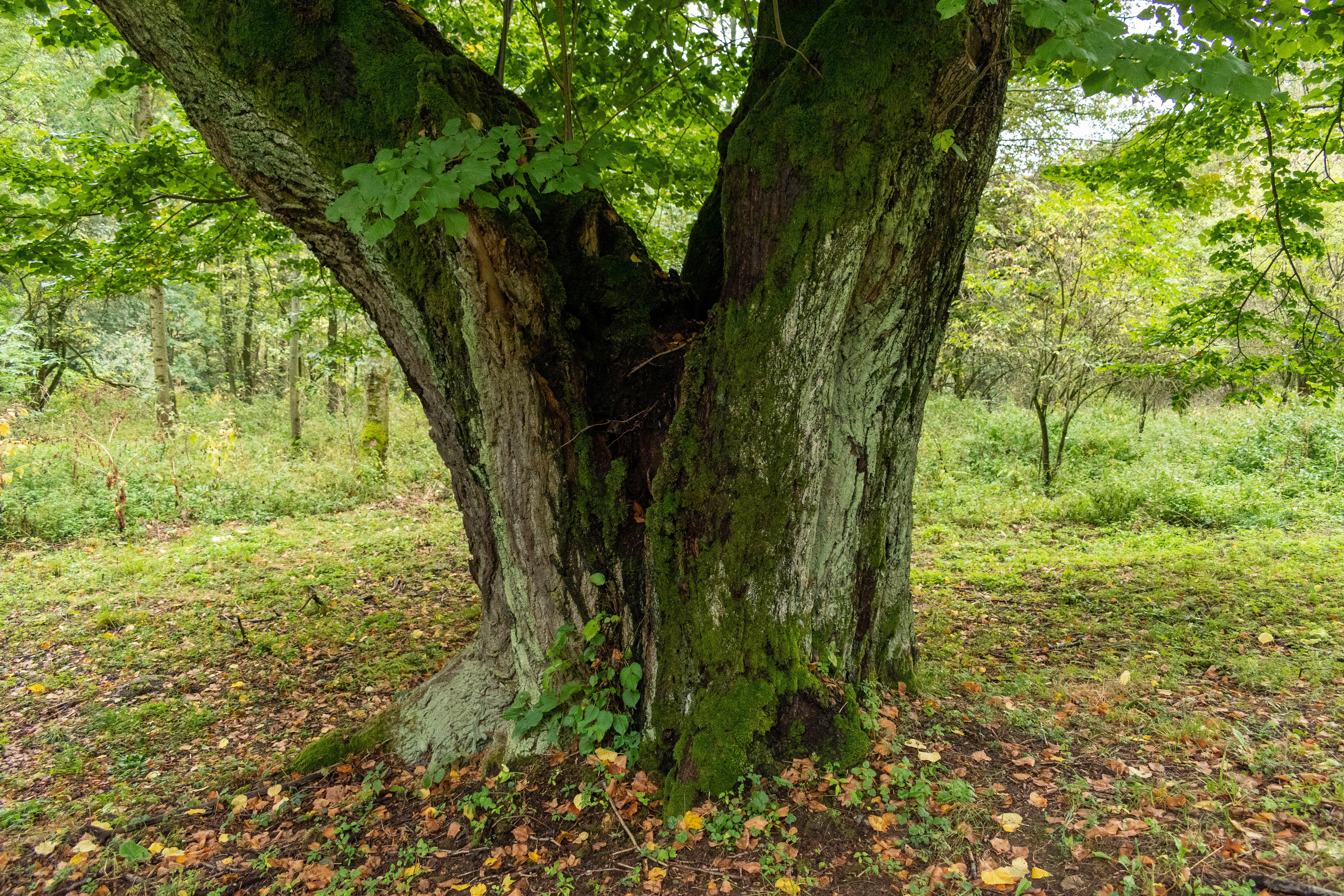
Detail kmene Arnoldovské lípy
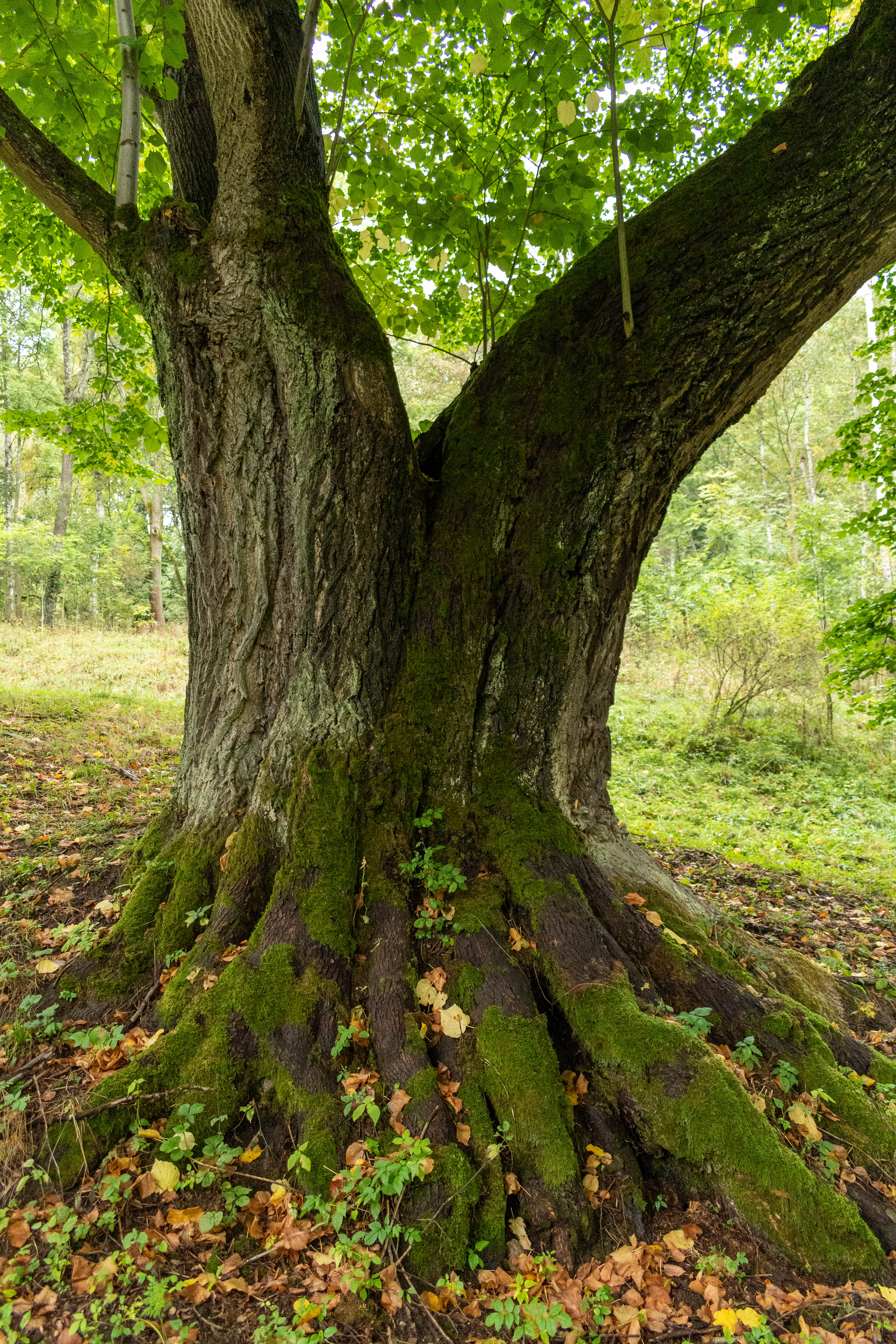
Detail kmene Arnoldovské lípy

## Stromy vokolí
- Lípa v Horním Žďáru
- Anežská lípa